# Symfonie nr. 6 (Mjaskovski)

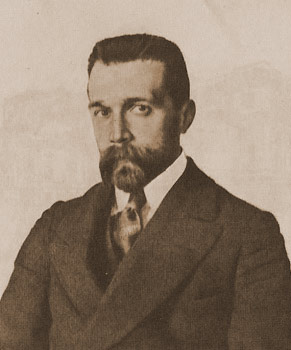
Nikolaj Mjaskovski

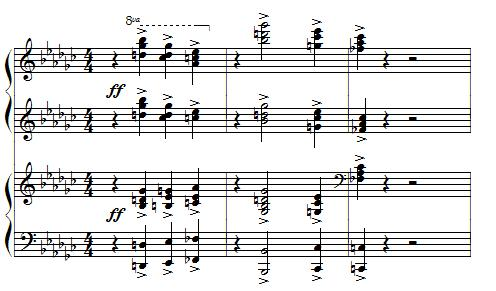
Opening van de 6e symfonie (pianouittreksel)

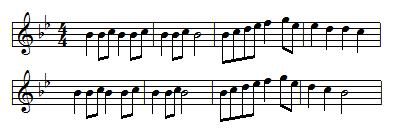
Ça Ira (finale)

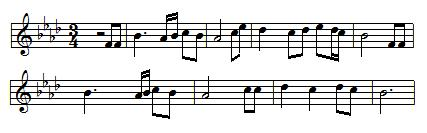
Als de ziel het lichaam verlaat (finale)

De Russische componist Nikolaj Mjaskovski (1881 - 1950) schreef zijn Symfonie nr. 6 in es-mineur in de jaren 1921-1923. Hij heeft er lang over gedaan. Het idee ontstond al in 1919, twee jaar na de Russische Revolutie en één jaar na het einde van de Eerste Wereldoorlog. Op 4 mei 1924 vond de première plaats in het Bolsjojtheater in Moskou onder leiding van Nikolaj Golovanov. Mjaskovski herzag de symfonie (vooral de instrumentatie) in 1947.

## Beschrijving
Dit monumentale en ambitieuze werk geldt als de belangrijkste van Mjaskovski's 27 symfonieën. Men interpreteert het als een commentaar op de oktoberrevolutie van 1917, die hier niet wordt gepresenteerd als een triomf, maar als een tragisch gebeuren. Mjaskovski was geen aanhanger van het oude tsaristische Rusland en was zich bewust van de noodzaak van radicale hervormingen, maar realiseerde zich het onvermijdelijke gegeven dat elke revolutie gepaard gaat met dood en verderf. Daarnaast had hij in deze periode ook persoonlijke verliezen geleden. Zijn vader en een goede vriend waren gestorven. Pas na het uiteenvallen van de Sovjet-Unie werd bekend dat zijn vader, een hoge officier in het tsaristische leger, in 1918 was gelyncht door een groep revolutionaire strijders. Ook de aanblik van het lijk van zijn geliefde tante Jelikonida Konstantinovna Mjaskovskaja had hem diep aangegrepen. De Zesde werd voor hem dan ook een symfonie over leven en dood. Het werk heeft Mahleriaanse proporties, maar ademt ook de sfeer van Tsjaikovski's Symphonie Pathétique en Moessorgski's Boris Godoenov.
Over de gehele symfonie hangt een doem van tragiek. Op het lange, schrille en ritmisch instabiele openingsdeel vol storm en gespannenheid volgen een spookachtig scherzo en een andante met een lang uitgesponnen treurzang. De thematiek van de finale is deels ontleend aan liederen uit de Franse Revolutie die de componist dankzij de bereisde artiest Lopatinski had leren kennen: "Carmagnole" en "Ça Ira". Zij verschijnen hier in een wrange context. Een andere inspiratiebron vormde het drama Les aubes (1898) van Emile Verhaeren, met als centrale thematiek het feit dat de revolutie slachtoffers nodig heeft voor de overwinning. Aan het eind van dit toneelstuk sterft de revolutionaire held op tragische maar eervolle wijze. Volgens Mjaskovski was dit precies datgene waarover de Zesde symfonie ging. In de finale wordt ook de gregoriaanse Dies Irae-melodie gecombineerd met de door het koor gezongen klaagzang "Als de ziel het lichaam verlaat", die het werk op grootse wijze afsluit.

## Receptiegeschiedenis
Bij de première in 1924 maakte de symfonie grote indruk en al gauw werd zij ook buiten de Sovjet-Unie uitgevoerd. Vooral het Chicago Symphony Orchestra met dirigent Frederick Stock heeft het werk vele malen gespeeld. Dit orkest gaf Mjaskovski zelfs opdracht voor een nieuwe symfonie, de 21e die veel korter is en een heel ander karakter heeft dan de Zesde. Na de Tweede Wereldoorlog werd ook Mjaskovski, net als Prokofjev en Sjostakovitsj, in zijn eigen land aangevallen wegens vermeende "formalistische" tendensen in zijn muziek. Een tragische kijk op de revolutie, zoals die in de Zesde wordt geuit, paste niet in de positief gestemde bijdrage aan de volksopvoeding die van Sovjet-componisten werd verlangd. Toch is deze symfonie, die op een bijna religieuze manier eindigt, nooit volledig door de gezaghebbers in de ban gedaan.
Na Mjaskovski's dood raakte zijn werk buiten Rusland snel in vergetelheid. Van de Zesde symfonie, die vrijwel nooit meer in de concertzaal te horen was, bestond slechts een zeer moeilijk verkrijgbare opname van Kirill Kondrasjin op twee Melodiya-langspeelplaten uit 1959. Daarin is sindsdien enige verandering gekomen. Mjaskovski's Zesde is nog steeds geen repertoirestuk, ondanks succesvolle zaaluitvoeringen van dirigenten als Gennadi Rozjdestvenski en Valeri Gergiev. Toch zijn niet alleen twee opnamen van Kondrasjin op compact disc verschenen, maar ook diverse andere, waaronder die van Jevgeni Svetlanov, die als enige het ad libitum-kooraandeel heeft weggelaten.

## Delen
1. Poco largamente: precipitato - Allegro feroce (± 21 minuten)
2. Presto, tenebroso - Andante moderato - Tempo primo (± 8 minuten)
3. Andante appassionato (± 15 minuten)
4. Allegro molto vivace (met koor ad libitum) (± 17 minuten)

## Discografie
- USSR Staatssymfonieorkest & Joerlov Russisch Koor o.l.v. Kirill Kondrasjin, 1959 (LP Mezhdunarodnaya Kniga D 05472-75 / CD Russian Disc RDCD 15 008, toelichting Marina Ter-Mikaelian)
- Moskou's Staatsacademisch Philharmonisch Symfonieorkest & Staatsacademisch Russisch Koor o.l.v. Kirill Kondrashin, live-uitvoering 1978 (Melodiya MEL CD 10 00841, toelichting M. Segelman)
- Tsjechoslowaaks Radio Symfonieorkest & - Koor o.l.v. Robert Stankovsky, 1988 (Marco Polo 8.223301, anonieme toelichting)
- Russisch Symfonieorkest & Anima Moskou Kamerkoor o.l.v. Veronika Doedarova, 1992 (Olympia OCD 510, toelichting Robert Matthew-Walker).
- Academisch Symfonieorkest van de Russische Federatie o.l.v. Jevgeni Svetlanov, ± 1992 (Olympia OCD 736, toelichting Per Skans)
  - (ook op Russian Disc RDCD 00656 / Warner 2564 69689-8)
- Göteborgs Symfoniker & Göteborgs Symfoniska Kör o.l.v. Neeme Järvi, 2002 (DG 471 655 2, toelichting David Fanning).
- Filharmonisch Orkest van de Oeral & het Huiskoor van Jekaterinenburg o.l.v. Dmitri Liss, 2006 (Warner 63431-2, toelichting Malcolm MacDonald).

Symfonie nr. 1 · 2 · 3 · 4 · 5 · 6 · 7 · 8 · 9 · 10 · 11 · 12 · 13 · 14 · 15 · 16 · 17 · 18 · 19 · 20 · 21 · 22 · 23 · 24 · 25 · 26 · 27